# Chris Johnston
Christopher Johnston, detto Chris (Irvine, 3 settembre 1994), è un calciatore scozzese, centrocampista o attaccante del Dumbarton.

## Caratteristiche tecniche
Esterno destro, può giocare anche come esterno sinistro o come ala destra.

## Carriera

### Club
Ha giocato nella prima divisione scozzese.

### Nazionale
Ha giocato nella nazionale scozzese Under-19.